# Chatur viuja
El chatur viuja (‘cuatro formas’, en sánscrito) son las cuatro principales expansiones del dios Visnú en su morada espiritual Vaikuntha.
Los cuatro dioses son:
- Vasudeva
- Sankarshan
- Pradiumna
- Aniruddha.

Cada uno de los cuatro ejerce diversas funciones en relación con los universos materiales.

## Nombre sánscrito
- caturvyūha, en el sistema AITS (alfabeto internacional para la transliteración del sánscrito).[2]
- चतुर्व्यूह, en escritura devanagari del sánscrito.[2]
- Pronunciación:
  - /chatúr viujá/ en sánscrito[2] o bien
  - /chaturviúj/ en varios idiomas modernos de la India (como el bengalí, el hindí, el maratí o el palí).
- Etimología: ‘que tiene cuatro apariencias’.[2]
  - chatur: ‘cuatro’, es cognado de:[2]
    - τέσσαρες /tésares/, τέτταρες /tétares/;
    - fidvor (en idioma gótico);
    - quatuor (en latín);
    - pedwar, pedair (en idioma cambrobritánico;
    - ceatkair (en hibernio);
    - keturi (en lituano;
    - cetyrje (en eslavo.

  - viujá: ‘forma’, ‘manifestación’, ‘disposición’ (de las falanges de un ejército).

## Historia del concepto
El concepto de que Naráiana tiene cuatro aspectos iguales a él en calidad y potencia, ya aparece en el Majábharata (12.13603).
Se menciona allí que uno de los nombres del dios Jarí (Visnú) es Chatur Viuja, o sea que tiene cuatro tipos de apariencia. Pero no se mencionan los nombres de esas cuatro apariencias.
Varios siglos después, el Vaiú-purana (1.1.42) le atribuye ese nombre al dios Majéshuara (Shivá).
El Sarva-dárshana (15.390) define chaturviuja como un texto que contiene cuatro partes o capítulos.
En los textos Pancha-ratra se explica la teología tras estas cuatro formas. Se las identifica con expansiones de Visnú conocidas:
- Sankarshan es Karanodakasai Visnú (el Majávisnú que está acostado en el océano de causa, en un rincón del mundo espiritual, y crea los universos a partir de su respiración).
- Pradiumna es Garbhodakasai Visnú (el Visnú que está acostado en el ‘océano-útero’ en el fondo de este universo).
- Aniruddha es Ksirodakasai Visnú (el Visnú que está acostado en el océano de leche de este planeta).

En el Agní-purana (texto medieval ―varios siglos posterior al Imperio gupta (del 240 al 550 d. C.)― que ha sido fechado en algún momento entre el 700 y el 1000. se explica el modo de adoración a cada uno de los miembros del chatur-viuja.